# East Haven
East Haven är en kommun (town) i New Haven County i delstaten Connecticut, USA med cirka 28 189 invånare (2000). Den har enligt United States Census Bureau en area på totalt 34,8 km² varav 3 km² är vatten.